# Dos Torres
Dos Torres – gmina w Hiszpanii, w prowincji Kordoba, w Andaluzji, o powierzchni 129,09 km². W 2011 roku gmina liczyła 2524 mieszkańców.